# Lista miniștrilor afacerilor externe în anul 2023
Lista miniștrilor afacerilor externe în anul 2023 se bazează pe Lista statelor lumii și pe Lista de teritorii dependente, așa cum sunt ele cunoscute de la 1 ianuarie 2023 pâna la 31 decembrie 2023.
Gruparea acestora s-a făcut pe baza statutului entitătii pe care o reprezintă după cum urmează State independente recunoscute cvasigeneral, State independente recunoscute parțial de comunitatea internațională, State independente nerecunoscute, Entități cu statut apropiat de cel de stat, Diviziuni administrative autonome, Territorii nesuverane, autonome sau cu administrație specială și Guverne alternative și / sau în exil.
Ministrul afacerilor externe (numele oficial al funcției poate diferi de la stat la stat conform uzanțelor naționale) este acel membru al guvenului însărcinat cu aplicarea politicii externe a statului și asigurarea relațiilor cu alte state și organizații internaționale cu responsabilități executive. Un ministru al afacerilor externe poate asigura uneori și alte portofolii în cadrul unui guvern. Deoarece aceste portofolii nu prezintă interes pentru această listă, ele nu au fost prezentate.
Pot avea miniștri de externe și teritoriile autonome, fie ele diviziuni administrative sau teritorii dependente.

## State independente recunoscute cvasigeneral
| Statul                                   | Funcția | Numele | Începând cu               |
| ---------------------------------------- | --- | --- | ------------------------- |
| Afganistan (vezi și : §10)               | Ministru al afacerilor externe                                                                                                  | mollah Amir Khan Muttaqi (interimar)                                                                                      | 7 septembrie 2021         |
| Africa de Sud                            | Ministru al relațiilor internaționale și cooperării                                                                             | Naledi Pandor | 29 mai 2019               |
| Albania                                  | Miniștri ai afacerilor externe și europene (succesivi)                                                                          | Igli Hasani | 12 septembrie 2023        |
| Albania                                  | Miniștri ai afacerilor externe și europene (succesivi)                                                                          | Olta Xhaçka | 31 decembrie 2020         |
| Algeria                                  | Miniștri ai afacerilor externe și cooperării internaționale (succesivi)                                                         | Ahmed Attaf | 16 martie 2023            |
| Algeria                                  | Miniștri ai afacerilor externe și cooperării internaționale (succesivi)                                                         | Ramtane Lamamra | 7 iulie 2021              |
| Andorra                                  | Miniștri ai afacerilor externe (succesivi)                                                                                      | Imma Tor | 15 mai 2023               |
| Andorra                                  | Miniștri ai afacerilor externe (succesivi)                                                                                      | Maria Ubach Font | 17 iulie 2017             |
| Angola                                   | Ministru al relațiilor externe                                                                                                  | Tete António | 6 aprilie 2020            |
| Antigua și Barbuda                       | Ministru al afacerilor externe                                                                                                  | E.P. Chet Greene | 22 martie 2018            |
| Arabia Saudită                           | Ministru al afacerilor externe                                                                                                  | Faisal bin Farhan Al Saud                                                                                                 | 29 octombrie 2019         |
| Argentina                                | Miniștri ai afacerilor externe (succesivi)                                                                                      | Diana Mondino | 10 decembrie 2023         |
| Argentina                                | Miniștri ai afacerilor externe (succesivi)                                                                                      | Santiago Cafiero | 20 septembrie 2021        |
| Armenia                                  | Ministru al afacerilor externe                                                                                                  | Ararat Mirzoyan | 19 august 2021            |
| Australia                                | Ministru pentru afacerile externe                                                                                               | Penny Wong | 23 mai 2022               |
| Austria                                  | Ministru federal pentru afacerile externe și integrarea europeană                                                               | Alexander Schallenberg | 6 decembrie 2021          |
| Azerbaidjan · (vezi și: § 3)             | Ministru al afacerilor externe                                                                                                  | Jeykhun Bayramov | 16 iulie 2020             |
| Bahamas                                  | Ministru al afacerilor externe și imigrației                                                                                    | Fred Mitchell | 20 septembrie 2021        |
| Bahrain                                  | Ministru al afacerilor externe                                                                                                  | Abdullatif bin Rashid Al Zayani                                                                                           | 11 februarie 2020         |
| Bangladesh                               | Ministru al afacerilor externe                                                                                                  | Abulkalam Abdul Momen | 6 ianuarie 2019           |
| Barbados                                 | Ministru al afacerilor externe                                                                                                  | Kerrie Symmonds | 26 octombrie 2022         |
| Belarus (vezi și : § 10)                 | Ministru al afacerilor externe                                                                                                  | Sergei Aleinik | 13 decembrie 2022         |
| Belgia · (vezi și : § 11)                | Ministru al afacerilor externe și europene                                                                                      | Hadja Lahbib | 15 iulie 2022             |
| Belize                                   | Ministru al afacerilor externe                                                                                                  | Eamon Courtenay | 13 noiembrie 2020         |
| Benin                                    | Miniștri ai afacerilor externe, integrării africane, francofoniei și beninezilor din străinătate (succesivi)                    | Olushegun Adjadi Bakari                                                                                                   | 6 iunie 2023              |
| Benin                                    | Miniștri ai afacerilor externe, integrării africane, francofoniei și beninezilor din străinătate (succesivi)                    | Paulette Marcelline Adjovi (desemnată)                                                                                    | 23 mai 2023               |
| Benin                                    | Miniștri ai afacerilor externe, integrării africane, francofoniei și beninezilor din străinătate (succesivi)                    | Aurélien Agbénonci | 6 aprilie 2016            |
| Bhutan                                   | Miniștri ai afacerilor externe (succesivi)                                                                                      | Dasho Chhewang Rinzin (consilier)                                                                                         | 1 noiembrie 2023          |
| Bhutan                                   | Miniștri ai afacerilor externe (succesivi)                                                                                      | Tandi Dorji | 7 noiembrie 2018          |
| Birmania · (vezi și : § 10)              | Miniștri ai afacerilor externe (succesivi)                                                                                      | Than Swe (corevendicator ȋncepȃnd cu 1 februarie 2023)                                                                    | 1 februarie 2023          |
| Birmania · (vezi și : § 10)              | Miniștri ai afacerilor externe (succesivi)                                                                                      | Wunna Maung Lwin , (corevendicator 2 martie 2021 până în 1 februarie 2023)                                                | 1 februarie 2021          |
| Bolivia                                  | Miniștri ai relațiilor externe (succesivi)                                                                                      | Celinda Sosa | 27 noiembrie 2023         |
| Bolivia                                  | Miniștri ai relațiilor externe (succesivi)                                                                                      | Rogelio Mayta | 9 noiembrie 2020          |
| Bosnia și Herzegovina                    | Miniștri ai afacerilor externe (succesivi)                                                                                      | Elmedin Konaković | 25 ianuarie 2023          |
| Bosnia și Herzegovina                    | Miniștri ai afacerilor externe (succesivi)                                                                                      | Bisera Turković | 23 decembrie 2019         |
| Botswana                                 | Ministru al afacerilor internaționale și cooperării                                                                             | Lemogang Kwape | 26 august 2020            |
| Brazilia                                 | Ministru al relațiilor externe                                                                                                  | Mauro Vieira | 1 ianuarie 2023           |
| Brunei                                   | Ministru al afacerilor externe                                                                                                  | Hassanal Bolkiah (sultan și prim-ministru)                                                                                | 22 octombrie 2015         |
| Brunei                                   | Ministru secund al afacerilor externe                                                                                           | Erywan Yusof | 31 ianuarie 2018          |
| Bulgaria                                 | Miniștri ai afacerilor externe (succesivi)                                                                                      | Mariya Gabriel | 6 iunie 2023              |
| Bulgaria                                 | Miniștri ai afacerilor externe (succesivi)                                                                                      | Ivan Kondov | 2 mai 2023                |
| Bulgaria                                 | Miniștri ai afacerilor externe (succesivi)                                                                                      | Nikolay Milkov | 2 august 2022             |
| Burkina Faso                             | Miniștri al afacerilor externe, cooperării și burkinezilor din străinătate (succesivi)                                          | Karamoko Jean Marie Traoré                                                                                                | 17 decembrie 2023         |
| Burkina Faso                             | Miniștri al afacerilor externe, cooperării și burkinezilor din străinătate (succesivi)                                          | Olivia Rouamba | 5 martie 2022             |
| Burundi                                  | Ministru al relațiilor externe și cooperării                                                                                    | Albert Shingiro | 28 iunie 2020             |
| Cambodgia                                | Miniștri ai afacerilor externe și cooperării internaționale (succesivi)                                                         | Sok Chenda Sophea | 22 august 2023            |
| Cambodgia                                | Miniștri ai afacerilor externe și cooperării internaționale (succesivi)                                                         | Prak Sokhon | 4 aprilie 2016            |
| Camerun                                  | Ministru al relațiilor externe                                                                                                  | Lejeune Mbella Mbella | 2 octombrie 2015          |
| Canada · (vezi și : § 11)                | Ministru al afacerilor externe                                                                                                  | Mélanie Joly | 26 octombrie 2021         |
| Capul Verde                              | Ministru al afacerilor externe                                                                                                  | Rui Figueiredo Soares | 14 ianuarie 2021          |
| Cehia                                    | Ministru al afacerilor externe                                                                                                  | Jan Lipavský | 17 decembrie 2021         |
| Centrafricană, Republica                 | Ministru al afacerilor externe, integrării africane, francofoniei și centrafricanilor din străinătate                           | Sylvie Baïpo-Temon | 14 decembrie 2018         |
| Chile                                    | Miniștri ai afacerilor externe (succesivi)                                                                                      | Alberto van Klaveren | 10 martie 2023            |
| Chile                                    | Miniștri ai afacerilor externe (succesivi)                                                                                      | Antonia Urrejola | 11 martie 2022            |
| China (vezi și : § 2, și § 10)           | Miniștri ai afacerilor externe (succesivi)                                                                                      | Wang Yi | 25 iulie 2023             |
| China (vezi și : § 2, și § 10)           | Miniștri ai afacerilor externe (succesivi)                                                                                      | Qin Gang | 30 decembrie 2022         |
| Ciad                                     | Ministru al afacerilor externe, integrării africane și cooperării internaționale                                                | Mahamat Saleh Annadif | 14 octombrie 2022         |
| Cipru · (vezi și : § 2)                  | Miniștri ai afacerilor externe (succesivi)                                                                                      | Konstantinos Kombos | 1 martie 2023             |
| Cipru · (vezi și : § 2)                  | Miniștri ai afacerilor externe (succesivi)                                                                                      | Ioannis Kasoulides | 11 ianuarie 2022          |
| Coasta de Fildeș                         | Miniștri ai afacerilor externe (succesivi)                                                                                      | Kacou Houadja Léon Adom                                                                                                   | 17 octombrie 2023         |
| Coasta de Fildeș                         | Miniștri ai afacerilor externe (succesivi)                                                                                      | Kandia Camara | 6 aprilie 2021            |
| Columbia                                 | Ministru al relațiilor externe                                                                                                  | Álvaro Leyva | 7 august 2022             |
| Comore                                   | Ministru al relațiilor externe, cooperării internaționale și comorienilor din străinătate                                       | Dhoihir Dhoulkamal | 28 septembrie 2020        |
| Congo, Republica                         | Ministru al afacerilor externe, cooperării și congolezilor din străinătate                                                      | Jean-Claude Gakosso | 10 august 2015            |
| Congo, Republica Democrată               | Ministru aI afacerilor externe și integrării regionale                                                                          | Christophe Lutundula | 27 aprilie 2021           |
| Coreea, Republica                        | Miniștri ai afacerilor externe (succesivi)                                                                                      | Cho Tae-yul | 19 decembrie 2023         |
| Coreea, Republica                        | Miniștri ai afacerilor externe (succesivi)                                                                                      | Park Jin | 12 mai 2022               |
| Coreeană, R.P.D.                         | Ministru al afacerilor externe                                                                                                  | Choe Son-hui | 11 iunie 2022             |
| Costa Rica                               | Ministru al relațiilor externe                                                                                                  | Arnoldo André Tinoco | 8 mai 2022                |
| Croația                                  | Ministru al afacerilor externe și europene                                                                                      | Gordan Grlić Radman | 19 iulie 2019             |
| Cuba                                     | Ministru al relațiilor externe                                                                                                  | Bruno Rodríguez Parrilla                                                                                                  | 2 martie 2009             |
| Danemarca · (vezi și : § 9)              | Ministru pentru afacerile externe                                                                                               | Lars Løkke Rasmussen | 15 decembrie 2022         |
| Djibouti                                 | Ministru al afacerilor externe și cooperării internaționale                                                                     | Mahamoud Ali Youssouf | 22 mai 2005               |
| Dominica                                 | Ministru al afacerilor externe și ale CARICOM                                                                                   | Vince Henderson | 12 decembrie 2022         |
| Dominicană, Republica                    | Ministru al afacerilor externe                                                                                                  | Roberto Álvarez | 16 august 2020            |
| Ecuador                                  | Miniștri ai relațiilor externe și integrării (succesivi)                                                                        | Gabriela Sommerfeld Rosero                                                                                                | 23 noiembrie 2023         |
| Ecuador                                  | Miniștri ai relațiilor externe și integrării (succesivi)                                                                        | Gustavo Manrique | 2 aprilie 2023            |
| Ecuador                                  | Miniștri ai relațiilor externe și integrării (succesivi)                                                                        | Juan Carlos Holguín | 3 ianuarie 2022           |
| Egipt                                    | Ministru al afacerilor externe                                                                                                  | Sameh Shoukry | 17 iunie 2014             |
| El Salvador                              | Ministru al relațiilor externe                                                                                                  | Alexandra Hill Tinoco | 1 iunie 2019              |
| Elveția                                  | Șeful Departamentului Federal al Afacerilor Externe                                                                             | Ignazio Cassis | 1 noiembrie 2017          |
| Emiratele Arabe Unite                    | Ministru al afacerilor externe                                                                                                  | șeic Abdullah bin Zayed Al Nahyan                                                                                         | 9 februarie 2006          |
| Eritreea                                 | Ministru al afacerilor externe                                                                                                  | Osman Saleh Mohammed | 16 aprilie 2007           |
| Estonia · (vezi și : §10)                | Miniștri ai afacerilor externe (succesivi)                                                                                      | Margus Tsahkna | 17 aprilie 2023           |
| Estonia · (vezi și : §10)                | Miniștri ai afacerilor externe (succesivi)                                                                                      | Urmas Reinsalu | 18 iulie 2022             |
| Eswatini                                 | Miniștri ai afacerilor externe și cooperării internaționale (succesivi)                                                         | Pholile Shakantu | 13 noiembrie 2023         |
| Eswatini                                 | Miniștri ai afacerilor externe și cooperării internaționale (succesivi)                                                         | Thuli Dladla | 2 noiembrie 2018          |
| Etiopia                                  | Ministru al afacerilor externe                                                                                                  | Demeke Mekonnen | 8 noiembrie 2020          |
| Fiji                                     | Ministru pentru afacerile externe                                                                                               | Sitiveni Rabuka (prim-ministru)                                                                                           | 24 decembrie 2022         |
| Filipine                                 | Secretar al afacerilor externe                                                                                                  | Enrique Manalo | 1 iulie 2022              |
| Finlanda                                 | Miniștri ai afacerilor externe (succesivi)                                                                                      | Elina Valtonen | 20 iunie 2023             |
| Finlanda                                 | Miniștri ai afacerilor externe (succesivi)                                                                                      | Pekka Haavistoi | 6 iunie 2019              |
| Franța · (vezi și : § 6)                 | Ministru al Europei și al afacerilor externe                                                                                    | Catherine Colonna | 21 mai 2022               |
| Gabon                                    | Miniștri ai afacerilor externe, cooperării internaționale și francofoniei, însărcinați cu gabonezii din străinătate (succesivi) | Régis Onanga Mamadou Ndiaye                                                                                               | 9 septembrie 2023         |
| Gabon                                    | Miniștri ai afacerilor externe, cooperării internaționale și francofoniei, însărcinați cu gabonezii din străinătate (succesivi) | funcție vacantă | 30 august 2023            |
| Gabon                                    | Miniștri ai afacerilor externe, cooperării internaționale și francofoniei, însărcinați cu gabonezii din străinătate (succesivi) | Hermann Immongault | 27 aprilie 2023           |
| Gabon                                    | Miniștri ai afacerilor externe, cooperării internaționale și francofoniei, însărcinați cu gabonezii din străinătate (succesivi) | Hermann Immongault și Yolande Nyonda (interimari)                                                                         | 20 ianuarie 2023          |
| Gabon                                    | Miniștri ai afacerilor externe, cooperării internaționale și francofoniei, însărcinați cu gabonezii din străinătate (succesivi) | Michael Moussa Adamo | 8 martie 2022             |
| Gambia                                   | Ministru al afacerilor externe                                                                                                  | Mamadou Tangara | 29 iunie 2018             |
| Georgia · (vezi și: § 2)                 | Ministru al afacerilor externe                                                                                                  | Ilia Darchiashvili | 4 aprilie 2022            |
| Germania                                 | Ministru al afacerilor externe                                                                                                  | Annalena Baerbock | 8 decembrie 2021          |
| Ghana                                    | Ministru al afacerilor externe și integrării regionale                                                                          | Shirley Ayorkor Botchway                                                                                                  | 28 ianuarie 2017          |
| Grecia                                   | Miniștri ai afacerilor externe (succesivi)                                                                                      | Giorgos Gerapetritis | 28 iunie 2023             |
| Grecia                                   | Miniștri ai afacerilor externe (succesivi)                                                                                      | Vasilis Kaskarelis | 21 mai 2023               |
| Grecia                                   | Miniștri ai afacerilor externe (succesivi)                                                                                      | Nikos Dendias | 9 iulie 2019              |
| Grenada                                  | Ministru al afacerilor externe                                                                                                  | Joseph Andall | 30 iunie 2022             |
| Guatemala                                | Ministru al relațiilor externe                                                                                                  | Mario Búcaro | 1 februarie 2022          |
| Guineea                                  | Ministru al afacerilor externe și guineezilor din străinătate                                                                   | Morissanda Kouyaté | 25 octombrie 2021         |
| Guineea-Bissau                           | Miniștri ai afacerilor externe și cooperării internaționale (succesivi)                                                         | Carlos Pinto Pereira | 13 august 2023            |
| Guineea-Bissau                           | Miniștri ai afacerilor externe și cooperării internaționale (succesivi)                                                         | Suzi Barbosa | 2 martie 2020             |
| Guineea Ecuatorială                      | Ministru al afacerilor extene și cooperării internaționale                                                                      | Simeón Oyono Esono Angue                                                                                                  | 6 februarie 2018          |
| Guyana                                   | Ministru al afacerilor externe                                                                                                  | Hugh Todd | 5 august 2020             |
| Haiti                                    | Ministru al afacerilor externe                                                                                                  | Jean Victor Généus | 24 noiembrie 2021         |
| Honduras                                 | Ministru al relațiilor externe                                                                                                  | Eduardo Enrique Reina | 27 ianuarie 2022          |
| India                                    | Ministru al afacerilor externe                                                                                                  | Subrahmanyam Jaishankar                                                                                                   | 31 mai 2019               |
| Indonezia                                | Ministru al afacerilor externe                                                                                                  | Retno Marsudi | 27 octombrie 2014         |
| Iordania                                 | Ministru al afacerilor externe și al expatriaților                                                                              | Ayman Safadi | 15 ianuarie 2017          |
| Irak · (vezi și : § 9)                   | Ministru al afacerilor externe                                                                                                  | Fuad Hussein | 6 iunie 2020              |
| Iran                                     | Ministru al afacerilor externe                                                                                                  | Hossein Amir-Abdollahian                                                                                                  | 25 august 2021            |
| Irlanda                                  | Ministru pentru afacerile externe                                                                                               | Micheál Martin | 17 decembrie 2022         |
| Islanda                                  | MiniștrI pentru afacerile externe (succesivi)                                                                                   | Bjarni Benediktsson | 14 octombrie 2023         |
| Islanda                                  | MiniștrI pentru afacerile externe (succesivi)                                                                                   | Þórdís Kolbrún R. Gylfadóttir                                                                                             | 28 noiembrie 2021         |
| Israel · (vezi și : § 2)                 | Ministru al afacerilor externe                                                                                                  | Eli Cohen | 26 decembrie 2022         |
| Italia                                   | Ministru al afacerilor externe                                                                                                  | Antonio Tajani | 22 octombrie 2022         |
| Jamaica                                  | Ministru al afacerilor externe                                                                                                  | Kamina Johnson Smith | 7 martie 2016             |
| Japonia                                  | Miniștri ai afacerilor externe (succesivi)                                                                                      | Yōko Kamikawa | 13 septembrie 2023        |
| Japonia                                  | Miniștri ai afacerilor externe (succesivi)                                                                                      | Yoshimasa Hayashi | 10 noiembrie 2021         |
| Kazahstan                                | Ministru al afacerilor externe                                                                                                  | Mukhtar Tleuberdi | 19 septembrie 2019        |
| Kârgâzstan                               | Ministru al afacerilor externe                                                                                                  | Jeenbek Kulubayev | 22 aprilie 2022           |
| Kenya                                    | Secretari ai Cabinetului pentru afacerile externe (succesivi)                                                                   | Musalia Mudavadi (prim secretar al Cabinetului)                                                                           | 4 octombrie 2023          |
| Kenya                                    | Secretari ai Cabinetului pentru afacerile externe (succesivi)                                                                   | Alfred Mutua | 27 octombrie 2022         |
| Kiribati                                 | Ministru pentru afacerile externe și imigrare                                                                                   | Taneti Maamau (președinte)                                                                                                | 11 martie 2016            |
| Kuweit                                   | Ministru al afacerilor externe                                                                                                  | șeic Salem Abdullah Al-Jaber Al-Sabah                                                                                     | 17 octombrie 2022         |
| Laos                                     | Ministru al afacerilor externe                                                                                                  | Saleumxay Kommasith | 19 aprilie 2016           |
| Lesotho                                  | Ministru al afacerilor externe și relațiilor internaționale                                                                     | Lejone Mpotjoane | 4 noiembrie 2022          |
| Letonia                                  | Miniștri ai afacerilor externe (succesivi)                                                                                      | Arturs Krišjānis Kariņš (prim-ministru)                                                                                   | 8 iulie 2023              |
| Letonia                                  | Miniștri ai afacerilor externe (succesivi)                                                                                      | Edgars Rinkēvičs | 25 octombrie 2011         |
| Liban                                    | Ministru al afacerilor externe și emigranților                                                                                  | Abdallah Bouhabib | 10 septembrie 2021        |
| Liberia                                  | Ministru al afacerilor externe                                                                                                  | Dee-Maxwell Saah Kemayah, Sr                                                                                              | 6 octombrie 2020          |
| Libia · (vezi și : § 10)                 | Miniștri ai afacerilor externe și cooperătii internaționale (succesivi)                                                         | Taher al-Baour (interimar) (corevendicator începând cu octombrie? 2023)                                                   | octombrie? 2023           |
| Libia · (vezi și : § 10)                 | Miniștri ai afacerilor externe și cooperătii internaționale (succesivi)                                                         | Fathallah Al-Zani (interimar) (corevendicator din 28 august 2023 până în octombrie? 2023) (Guvernul de Unitate Națională) | 28 august 2023            |
| Libia · (vezi și : § 10)                 | Miniștri ai afacerilor externe și cooperătii internaționale (succesivi)                                                         | Najla al-Mangoush (corevendicatoare din august 2023 până în 28 august 2023) (Guvernul de Unitate Națională)               | 15 martie 2021            |
| Liechtenstein                            | Ministru al afacerilor externe                                                                                                  | Dominique Hasler | 24 martie 2021            |
| Lituania                                 | Ministru al afacerilor externe                                                                                                  | Gabrielius Landsbergis | 11 decembrie 2020         |
| Luxemburg                                | Miniștri ai afacerilor externe și Imgrării {succesivi)                                                                          | Xavier Bettel | 17 noirmbrie 2023         |
| Luxemburg                                | Miniștri ai afacerilor externe și Imgrării {succesivi)                                                                          | Jean Asselborn | 31 iulie 2004             |
| Macedonia de Nord                        | Ministru al afacerilor externe                                                                                                  | Bujar Osmani | 30 august 2020            |
| Madagascar                               | Miniștri ai afacerilor externe (succesivi)                                                                                      | Yvette Sylla | 20 februarie 2023         |
| Madagascar                               | Miniștri ai afacerilor externe (succesivi)                                                                                      | Léon Jean Richard Rakotonirina (interimar)                                                                                | 18 octombrie 2022         |
| Malaezia                                 | Miniștri ai afacerilor externe (succesivi)                                                                                      | Mohamad Hasan | 11 decembrie 2023         |
| Malaezia                                 | Miniștri ai afacerilor externe (succesivi)                                                                                      | Zambry Abdul Kadir | 3 decembrie 2022          |
| Malawi                                   | Ministru al afacerilor externe și cooperării internaționale                                                                     | Nancy Tembo | 28 ianuarie 2022          |
| Maldive                                  | Miniștri ai afacerilor externe și coperării internaționale (succesivi)                                                          | Moosa Zameer | 17 noiembrie 2023         |
| Maldive                                  | Miniștri ai afacerilor externe și coperării internaționale (succesivi)                                                          | Abdulla Shahid | 17 noiembrie 2018         |
| Mali                                     | Ministru al afacerilor externe, cooperării internaționale și integrării                                                         | Abdoulaye Diop | 11 iunie 2021             |
| Malta                                    | Ministru al afacerilor externe                                                                                                  | Ian Borg | 30 martie 2022            |
| Maroc · (vezi și : § 2)                  | Ministru al afacerilor externe și cooperării                                                                                    | Nasser Bourita | 5 aprilie 2017            |
| Marshall, Insulele                       | Miniștri ai afacerilor externe (succesivi)                                                                                      | Jack Ading | iulie 2023                |
| Marshall, Insulele                       | Miniștri ai afacerilor externe (succesivi)                                                                                      | Christopher Loeak (interimar)                                                                                             | iulie 2023                |
| Marshall, Insulele                       | Miniștri ai afacerilor externe (succesivi)                                                                                      | Kitlang Kabua | iunie 2022                |
| Mauritania                               | Ministru al afacerilor externe și cooperării                                                                                    | Mohamed Salem Ould Merzoug                                                                                                | 30 martie 2022            |
| Mauritius                                | Miniștri ai afacerilor externe și integrării regionale (succesivi)                                                              | Maneesh Gobin | 30 august 2023            |
| Mauritius                                | Miniștri ai afacerilor externe și integrării regionale (succesivi)                                                              | Alan Ganoo | 6 februarie 2021          |
| Mexic                                    | Secretari ai relațiilor externe (succesivi)                                                                                     | Alicia Bárcena Ibarra | 13 iunie 2023             |
| Mexic                                    | Secretari ai relațiilor externe (succesivi)                                                                                     | funcție vacantă | 12 iunie 2023             |
| Mexic                                    | Secretari ai relațiilor externe (succesivi)                                                                                     | Marcelo Ebrard | 1 decembrie 2018          |
| Micronezia                               | Secretari ai afacerilor externe (succesivi)                                                                                     | Lorin S. Robert | 19 septembrie 2023        |
| Micronezia                               | Secretari ai afacerilor externe (succesivi)                                                                                     | Ricky F. Cantero (interimar)                                                                                              | 17 iulie 2023             |
| Micronezia                               | Secretari ai afacerilor externe (succesivi)                                                                                     | Brendy H. Carl (interimar)                                                                                                | iunie 2023                |
| Micronezia                               | Secretari ai afacerilor externe (succesivi)                                                                                     | Kandhi Elieisar | 4 decembrie 2019          |
| Moldova, Republica (vezi și: § 3 și § 9) | Ministru al afacerilor externe și integrării europene                                                                           | Nicu Popescu | 6 august 2021             |
| Monaco                                   | Ministru al relaților externe și cooperării                                                                                     | Isabelle Berro-Amadeï | 17 ianuarie 2022          |
| Mongolia                                 | Ministru al relațiilor externe                                                                                                  | Batmunkh Battsetseg | 29 ianuarie 2021          |
| Mozambic                                 | Ministru al afacerilor externe și cooperării                                                                                    | Verónica Macamo Dlhovo | 17 ianuarie 2020          |
| Muntenegru                               | Miniștri ai afacerilor externe și integrării europene (succesivi)                                                               | Filip Ivanović | 31 octombrie 2023         |
| Muntenegru                               | Miniștri ai afacerilor externe și integrării europene (succesivi)                                                               | Dritan Abazović (interimar) (prim ministru)                                                                               | 26 octombrie 2022         |
| Namibia                                  | Ministru al relațiilor internaționale și cooperării                                                                             | Netumbo Nandi-Ndaitwah | 4 decembrie 2012          |
| Nauru                                    | Miniștri pentru afacerile externe (succesivi)                                                                                   | Lionel Aingimea | 30 octombrie 2023         |
| Nauru                                    | Miniștri pentru afacerile externe (succesivi)                                                                                   | funcție vacantă | 25 octombrie 2023         |
| Nauru                                    | Miniștri pentru afacerile externe (succesivi)                                                                                   | Russ Kun (președinte) | 29 septembrie 2022        |
| Nepal                                    | Miniștri ai afacerilor externe (succesivi)                                                                                      | Narayan Prakash Saud | 16 aprilie 2023           |
| Nepal                                    | Miniștri ai afacerilor externe (succesivi)                                                                                      | Pushpa Kamal Dahal (interimar) (prim ministru)                                                                            | 27 februarie 2023         |
| Nepal                                    | Miniștri ai afacerilor externe (succesivi)                                                                                      | Bimala Rai Paudyal | 17 ianuarie 2023          |
| Nepal                                    | Miniștri ai afacerilor externe (succesivi)                                                                                      | funcție vacantă | 26 decembrie 2022         |
| Nicaragua                                | Ministru al relațiilor externe                                                                                                  | Denis Moncada | 16 ianuarie 2017          |
| Niger                                    | Miniștri ai afacerilor externe, cooperării, integrării africane și nigerenilor din străinătate (succesivi)                      | Yaou Sangaré Bakary | 10 august 2023            |
| Niger                                    | Miniștri ai afacerilor externe, cooperării, integrării africane și nigerenilor din străinătate (succesivi)                      | funcție vacantă | 26 iulie 2023             |
| Niger                                    | Miniștri ai afacerilor externe, cooperării, integrării africane și nigerenilor din străinătate (succesivi)                      | Hassoumi Massoudou | 7 aprilie 2021            |
| Nigeria                                  | Miniștri ai afacerilor externe (succesivi)                                                                                      | Yusuf Tuggar | 21 august 2023            |
| Nigeria                                  | Miniștri ai afacerilor externe (succesivi)                                                                                      | Geoffrey Onyeama | 11 noiembrie 2015         |
| Norvegia                                 | Miniștri ai afacerilor externe (succesivi)                                                                                      | Espen Barth Eide | 16 octombrie 2023         |
| Norvegia                                 | Miniștri ai afacerilor externe (succesivi)                                                                                      | Anniken Huitfeldt | 14 octombrie 2021         |
| Noua Zeelandă · (vezi și : § 7)          | Miniștri ai afcerilor externe (succesivi)                                                                                       | Winston Peters | 27 noiembrie 2023         |
| Noua Zeelandă · (vezi și : § 7)          | Miniștri ai afcerilor externe (succesivi)                                                                                       | Grant Robertson | 11 noiembrie 2023         |
| Noua Zeelandă · (vezi și : § 7)          | Miniștri ai afcerilor externe (succesivi)                                                                                       | Nanaia Mahuta | 6 noiembrie 2020          |
| Oman                                     | Ministru al afacerilor externe                                                                                                  | Sayyid Badr bin Hamad bin Hamood AlBusaidi                                                                                | 26 august 2020            |
| Pakistan                                 | Miniștri ai afacerilor externe (succesivi)                                                                                      | Jalil Abbas Jilani | 17 august 2023            |
| Pakistan                                 | Miniștri ai afacerilor externe (succesivi)                                                                                      | Bilawal Bhutto Zardari | 27 aprilie 2022           |
| Palau                                    | Ministru de stat (pentru afaceri externe)                                                                                       | Gustav Aitaro | 3 septembrie 2021         |
| Panama                                   | Ministru al relațiilor externe                                                                                                  | Janaina Tewaney Mencomo                                                                                                   | 10 octombrie 2022         |
| Papua Noua Guinee                        | Miniștri pentru afacerile externe și imigrare (succesivi)                                                                       | James Marape (interimar) (prim ministru)                                                                                  | 12 mai 2023               |
| Papua Noua Guinee                        | Miniștri pentru afacerile externe și imigrare (succesivi)                                                                       | Justin Tkatchenko | 23 august 2022            |
| Paraguay                                 | Miniștri ai relațiilor externe (succesivi)                                                                                      | Rubén Ramírez Lezcano | 15 august 2023            |
| Paraguay                                 | Miniștri ai relațiilor externe (succesivi)                                                                                      | Julio Arriola | 3 mai 2022                |
| Peru                                     | Miniștri ai relațiilor externe (succesivi)                                                                                      | Javier González-Olaechea                                                                                                  | 7 noiembrie 2023          |
| Peru                                     | Miniștri ai relațiilor externe (succesivi)                                                                                      | Ana Cecilia Gervasi | 10 decembrie 2022         |
| Polonia                                  | Miniștri ai afacerilor externe (succesivi)                                                                                      | Radosław Sikorski | 13 decembrie 2023         |
| Polonia                                  | Miniștri ai afacerilor externe (succesivi)                                                                                      | Szymon Szynkowski vel Sęk                                                                                                 | 27 noiembrie 2023         |
| Polonia                                  | Miniștri ai afacerilor externe (succesivi)                                                                                      | Zbigniew Rau | 26 august 2020            |
| Portugalia                               | Ministru pentru afaceri externe                                                                                                 | João Gomes Cravinho | 30 martie 2022            |
| Qatar                                    | Miniștru al afacerilor externe                                                                                                  | șeic Mohammed bin Abdulrahman bin Jassim Al Thani (prim ministru)                                                         | 27 ianuarie 2016          |
| Regatul Unit (vezi și : § 5 și § 11)     | Secretari de stat pentru afacerile externe și ale Commonwealth-ului (succesivi)                                                 | David Cameron | 22 noiembrie 2023         |
| Regatul Unit (vezi și : § 5 și § 11)     | Secretari de stat pentru afacerile externe și ale Commonwealth-ului (succesivi)                                                 | James Cleverly | 6 septembrie 2022         |
| România                                  | Miniștri ai afacerilor externe (succesivi)                                                                                      | Luminița Teodora Odobescu                                                                                                 | 15 iunie 2023             |
| România                                  | Miniștri ai afacerilor externe (succesivi)                                                                                      | Bogdan Aurescu | 24 iulie 2019             |
| Rusia                                    | Ministru al afacerilor externe                                                                                                  | Sergey Lavrov | 9 martie 2004             |
| Rwanda                                   | Ministru al afacerilor externe și cooperării regionale                                                                          | Vincent Biruta | 4 octombrie 2019          |
| Samoa                                    | Ministru al afacerilor externe                                                                                                  | Naomi Mataʻafa (prim ministru) (prim-ministru)                                                                            | 24 mai 2021               |
| San Marino                               | Secretar de stat pentru afacerile externe și politice                                                                           | Luca Beccari | 8 ianuarie 2020           |
| São Tomé și Príncipe                     | Miniștri ai afacerilor externe (succesivi)                                                                                      | Gareth Guadalupe | 8 august 2023             |
| São Tomé și Príncipe                     | Miniștri ai afacerilor externe (succesivi)                                                                                      | Alberto Neto Pereira | 14 noiembrie 2022         |
| Senegal                                  | Miniștri ai afacerilor externe și senegalezilor din străinătate (succesivi)                                                     | Ismaïla Madior Fall | 11 octombrie 2023         |
| Senegal                                  | Miniștri ai afacerilor externe și senegalezilor din străinătate (succesivi)                                                     | Aïssata Tall Sall | 1 noiembrie 2020          |
| Serbia · (vezi și : § 2)                 | Ministru al afacerilor externe                                                                                                  | Ivica Dačić | 23 octombrie 2022         |
| Seychelles                               | Ministru pentru afacerile externe                                                                                               | Sylvestre Radegonde | 16 noiembrie 2020         |
| Sfânta Lucia                             | Ministru pentru afacerile externe                                                                                               | Alva Baptiste | 5 august 2021             |
| Sfântul Cristofor și Nevis               | Ministru al afacerilor externe                                                                                                  | Denzil Douglas | 13 august 2022            |
| Sfântul Vincent și Grenadine             | Ministru al afacerilor externe                                                                                                  | Keisal M. Peters | 26 august 2022            |
| Sierra Leone                             | Miniștri ai afacerilor externe și cooperării internaționale (succesivi)                                                         | Musa Timothy Kabba | 10 iulie 2023             |
| Sierra Leone                             | Miniștri ai afacerilor externe și cooperării internaționale (succesivi)                                                         | David J. Francis | 30 aprilie 2021           |
| Singapore                                | Ministru pentru afacerile externe                                                                                               | Vivian Balakrishnan | 1 octombrie 2015          |
| Siria                                    | Ministru al afacerilor externe și expatriaților                                                                                 | Faisal Mekdad | 22 noiembrie 2020         |
| Slovacia                                 | Miniștri ai afacerilor externe și europene (succesivi)                                                                          | Juraj Blanár | 25 octombrie 2023         |
| Slovacia                                 | Miniștri ai afacerilor externe și europene (succesivi)                                                                          | Miroslav Wlachovský | 15 mai 2023               |
| Slovacia                                 | Miniștri ai afacerilor externe și europene (succesivi)                                                                          | Rastislav Káčer | 13 septembriee 2022       |
| Slovenia                                 | Ministru al afacerilor externe                                                                                                  | Tanja Fajon | 1 iunie 2022              |
| Solomon, Insulele                        | Ministru al afacerilor externe                                                                                                  | Jeremiah Manele | 25 aprilie 2019           |
| Somalia · (vezi și : § 3)                | Miniștri ai afacerilor externe și cooperării internaționale (succesivi)                                                         | Ali Mohamed Omar (interimar)                                                                                              | 18 decembrie 2023         |
| Somalia · (vezi și : § 3)                | Miniștri ai afacerilor externe și cooperării internaționale (succesivi)                                                         | Abshir Omar Huruuse | 7 august 2022             |
| Spania · (vezi și : § 11)                | Ministru al afacerilor externe și cooperării                                                                                    | José Manuel Albares | 10 iulie 2021             |
| Sri Lanka                                | Ministru al afacerilor externe                                                                                                  | Ali Sabry | 22 iulie 2022             |
| Statele Unite ale Americii               | Secretar de stat | Antony Blinken | 26 ianuarie 2021          |
| Sudan                                    | Miniștri ai afacerilor externe                                                                                                  | Mohamed Osman al-Hadi (interimar)                                                                                         | 27 mai 2023 - iulie? 2023 |
| Sudan                                    | Miniștri ai afacerilor externe                                                                                                  | Ali Sadiq Ali (interimar)                                                                                                 | 19 ianuarie 2022          |
| Sudanul de Sud                           | Miniștri ai afacerilor externe și cooperării internaționale (succesivi)                                                         | James Pitia Morgan | 4 septembrie 2023         |
| Sudanul de Sud                           | Miniștri ai afacerilor externe și cooperării internaționale (succesivi)                                                         | Deng Dau Deng Malek (interimar)                                                                                           | 8 martie 2021             |
| Sudanul de Sud                           | Miniștri ai afacerilor externe și cooperării internaționale (succesivi)                                                         | Mayiik Ayii Deng | 9 septembrie 2021         |
| Suedia                                   | Ministru pentru afacerile externe                                                                                               | Tobias Billström | 18 octombrie 2022         |
| Surinam                                  | Ministru al afacerilor externe                                                                                                  | Albert Ramdin | 16 iulie 2020             |
| Tadjikistan                              | Ministru al afacerilor externe                                                                                                  | Sirodjidin Aslov | 29 noiembrie 2013         |
| Tanzania                                 | Miniștri pentru afacerile externe, cooperare internațională și integrare regională (succesivi)                                  | January Makamba | 1 septembrie 2023         |
| Tanzania                                 | Miniștri pentru afacerile externe, cooperare internațională și integrare regională (succesivi)                                  | Stergomena Lawrence Tax                                                                                                   | 3 octombrie 2022          |
| Thailanda                                | Miniștri ai afacerilor externe (succesivi)                                                                                      | Parnpree Bahiddha-Nukara                                                                                                  | 5 septembrie 2023         |
| Thailanda                                | Miniștri ai afacerilor externe (succesivi)                                                                                      | Don Pramudwinai | 20 august 2015            |
| Timorul de Est                           | Ministri ai afacerilor externe și cooperării (succesivi)                                                                        | Bendito Freitas | 1 iulie 2023              |
| Timorul de Est                           | Ministri ai afacerilor externe și cooperării (succesivi)                                                                        | Adaljiza Magno | 24 iunie 2020             |
| Togo                                     | Ministru al afacerilor externe și cooperării                                                                                    | Robert Dussey | 17 septembrie 2013        |
| Tonga                                    | Ministru pentru afacerile externe                                                                                               | Fekitamoeloa ʻUtoikamanu                                                                                                  | 28 decembrie 2021         |
| Trinidad și Tobago                       | Ministru al afacerilor externe                                                                                                  | Amery Browne | 19 august 2020            |
| Tunisia                                  | Miniștri ai afacerilor externe (succesivi)                                                                                      | Nabil Ammar | 7 februarie 2023          |
| Tunisia                                  | Miniștri ai afacerilor externe (succesivi)                                                                                      | Othman Jerandi | 2 septembrie 2020         |
| Turcia                                   | Miniștri ai afacerilor externe (succesivi)                                                                                      | Hakan Fidan | 4 iunie 2023              |
| Turcia                                   | Miniștri ai afacerilor externe (succesivi)                                                                                      | Mevlüt Çavușoğlu | 24 noiembrie 2015         |
| Turkmenistan                             | Ministru al afacerilor externe                                                                                                  | Rașit Meredow | 7 iulie 2001              |
| Tuvalu                                   | Miniștri pentru afacerile externe (succesivi)                                                                                   | Panapasi Nelesone | iulie 2023                |
| Tuvalu                                   | Miniștri pentru afacerile externe (succesivi)                                                                                   | Simon Kofe | 19 septembrie 2019        |
| Țările de Jos                            | Miniștri ai afacerilor externe (succesivi)                                                                                      | Hanke Bruins Slot | 16 septembrie 2023        |
| Țările de Jos                            | Miniștri ai afacerilor externe (succesivi)                                                                                      | Liesje Schreinemacher (interimară)                                                                                        | 1 septembrie 2023         |
| Țările de Jos                            | Miniștri ai afacerilor externe (succesivi)                                                                                      | Wopke Hoekstra | 10 ianuare 2022           |
| Ucraina                                  | Ministru al afacerilor externe                                                                                                  | Dmytro Kuleba | 4 februarie 2020          |
| Uganda                                   | Ministru al afacerilor externe                                                                                                  | Jeje Odongo | 21 iunie 2021             |
| Ungaria                                  | Ministru al afacerilor externe                                                                                                  | Péter Szijjártó | 23 septembrie 2014        |
| Uruguay                                  | Miniștri ai relațiilor externe (succesivi)                                                                                      | Omar Paganini | 6 noiembrie 2023          |
| Uruguay                                  | Miniștri ai relațiilor externe (succesivi)                                                                                      | Diego Escuder (interimar)                                                                                                 | 2 noiembrie 2023          |
| Uruguay                                  | Miniștri ai relațiilor externe (succesivi)                                                                                      | Francisco Bustillo | 6 iulie 2020              |
| Uzbekistan                               | Ministru al afacerilor externe                                                                                                  | Bakhtiyor Saidov | 30 decembrie 2022         |
| Vanuatu                                  | Miniștri pentru afacerile externe (succesivi)                                                                                   | Matai Seremaiah | 9 octombrie 2023          |
| Vanuatu                                  | Miniștri pentru afacerile externe (succesivi)                                                                                   | Marc Ati | 4 septembrie 2023         |
| Vanuatu                                  | Miniștri pentru afacerile externe (succesivi)                                                                                   | Matai Seremaiah | 7 august 2023             |
| Vanuatu                                  | Miniștri pentru afacerile externe (succesivi)                                                                                   | Jotham Napat | 4 noiembrie 2022          |
| Vatican / Sfântul Scaun                  | Secretar pentru relațiile cu statele (Sfântul Scaun)                                                                            | Paul Gallagher | 8 noiembrie 2014          |
| Venezuela                                | Miniștri ai puterii populare pentru afacerile externe (succesivi)                                                               | Yván Gil Pinto | 6 ianuarie 2023           |
| Venezuela                                | Miniștri ai puterii populare pentru afacerile externe (succesivi)                                                               | Carlos Faría | 16 mai 2022               |
| Vietnam                                  | Ministru al afacerilor externe                                                                                                  | Bùi Thanh Sơn | 8 aprilie 2021            |
| Yemen · (vezi și : § 10)                 | Ministru al afacerilor externe                                                                                                  | Ahmad Awad Bin Mubarak (corevendicator începând cu 18 decembrie 2020)                                                     | 18 decembrie 2020         |
| Zambia                                   | Miniștri ai afacerilor externe (succesivi)                                                                                      | Mulambo Haimbe (interimar)                                                                                                | 28 decembrie 2023         |
| Zambia                                   | Miniștri ai afacerilor externe (succesivi)                                                                                      | Etambuyu Anamela Gundersen (interimar)                                                                                    | 26 decembrie 2023         |
| Zambia                                   | Miniștri ai afacerilor externe (succesivi)                                                                                      | Stanley Kakubo | 7 septembrie 2021         |
| Zimbabwe                                 | Ministru al afacerilor externe                                                                                                  | Frederick Shava | 8 februarie 2021          |

## State independente recunoscute parțial
| Statul                           | Separat din                                 | Funcția | Numele                   | Începând cu       |
| -------------------------------- | ------------------------------------------- | --- | ------------------------ | ----------------- |
| Abhazia                          | Georgia                                     | Ministru pentru afacerile externe                                                                                 | Inal Ardzinba            | 17 noiembrie 2021 |
| Ciprul de Nord                   | Cipru                                       | Ministru al afacerilor externe                                                                                    | Tahsin Ertuğruloğlu      | 25 aprilie 2022   |
| Kosovo                           | Serbia                                      | Ministru al afacerilor externe                                                                                    | Donika Gërvalla          | 22 martie 2021    |
| Osetia de Sud – Alania           | Georgia                                     | Ministru al afacerilor externe                                                                                    | Akhsar Dzhioev           | 15 august 2022    |
| Statul Palestina (vezi și : § 4) | Israel · Autoritatea Națională Palestiniană | Șeful Départementului Relațiilor Internaționale al Comitetului Executiv al Organizației de Eliberare a Palestinei | Ziad Abu Amr             | 2 august 2018     |
| Sahara occidentală               | Maroc                                       | Miniștri ai afacerilor externe (succesivi)                                                                        | Mohamed Sidati           | 14 februarie 2023 |
| Sahara occidentală               | Maroc                                       | Miniștri ai afacerilor externe (succesivi)                                                                        | Mohamed Salem Ould Salek | 21 ianuarie 1998  |
| Taiwan                           | China                                       | Ministru al afacerilor externe                                                                                    | Joseph Wu                | 26 februarie 2018 |

## State independente nerecunoscute
| Statul            | Separat din        | Funcția                                                     | Numele           | Începând cu        |
| ----------------- | ------------------ | ----------------------------------------------------------- | ---------------- | ------------------ |
| Republica Artsakh | Azerbaidjan        | Miniștri ai afacerilor externe (succesivi)                  | Sergey Ghazaryan | 1 ianuarie 2023    |
| Republica Artsakh | Azerbaidjan        | Miniștri ai afacerilor externe (succesivi)                  | David Babayan    | 4 ianuarie 2021    |
| Somaliland        | Somalia            | Ministru al afacerilor externe și cooperării internaționale | Essa Kayd        | 2 septembrie 2021  |
| Transnistria      | Moldova, Republica | Ministru al afacerilor externe                              | Vitaly Ignatyev  | 14 septembrie 2015 |

## Entități cu statut apropiat de cel de stat
| Entitate                                           | Funcție                                                                                   | Nume                          | Începând cu       |
| -------------------------------------------------- | ----------------------------------------------------------------------------------------- | ----------------------------- | ----------------- |
| Ordinul de Malta                                   | Mare Cancelar                                                                             | Riccardo Paternò di Montecupo | 1 septembrie 2022 |
| Autoritatea Națională Palestiniană (vezi și : § 2) | Ministru al afacerilor externe                                                            | Riyad al-Maliki               | 1 septembrie 2007 |
| Uniunea Europeană                                  | Înalt Reprezentant ai Unuinii Europene pentru afacerile externe și politica de securitate | Josep Borrell                 | 1 noiembrie 2019  |

## Teritorii britanice de peste mări și dependențe ale coroanei britanice
| Teritoriu | Suveranitate      | Funcția                                                                 | Numele           | Începând cu       |
| --------- | ----------------- | ----------------------------------------------------------------------- | ---------------- | ----------------- |
| Gibraltar | Marea Britanie    | Ministru pentru acțiune externǎ                                         | Joseph Garcia    | 21 octombrie 2019 |
| Guernsey  | Coroana britanică | Conducător pentru relațiile externe (ministru pentru relațiile externe) | Jonathan Le Tocq | 6 mai 2016        |
| Jersey    | Coroana britanică | Ministru pentru relațiile externe                                       | Philip Ozouf     | 11 iulie 2022     |

## Departamente și colectivități de peste mări și teritorii cu statut special franceze
| Teritoriu          | Suveranitate | Funcția                  | Numele            | Începând cu        |
| ------------------ | ------------ | ------------------------ | ----------------- | ------------------ |
| Noua Caledonie     | Franța       | Președinte al guvernului | Louis Mapou       | 8 iulie 2021       |
| Polinezia Franceză | Franța       | Președinți (succesivi)   | Moetai Brotherson | 12 mai 2023        |
| Polinezia Franceză | Franța       | Președinți (succesivi)   | Édouard Fritch    | 12 septembrie 2014 |

## Dependințe și teritorii speciale ale Noii-Zeelande
| Teritoriu      | Suveranitate  | Funcția                                      | Numele                     | Începând cu      |
| -------------- | ------------- | -------------------------------------------- | -------------------------- | ---------------- |
| Cook, Insulele | Noua Zeelandă | Ministru al afacerilor externe și imigrației | Mark Brown (prim ministru) | 8 octombrie 2020 |
| Niue, Insule   | Noua Zeelandă | Ministru al Agențiilor Centrale              | Dalton Tagelagi (premier)  | 11 iunie 2020    |
| Tokelau        | Noua Zeelandă | Șefi ai guvernului (succesivi)               | Kelihiano Kalolo           | 6 martie 2023    |
| Tokelau        | Noua Zeelandă | Șefi ai guvernului (succesivi)               | Siopili Perez              | 19 mai 2022      |

## Teritorii speciale ale Statelor Unite ale Americii
| Teritoriu  | Suveranitate               | Funcția          | Numele            | Începând cu   |
| ---------- | -------------------------- | ---------------- | ----------------- | ------------- |
| Porto Rico | Statele Unite ale Americii | Secretar de stat | Omar Marrero Díaz | 13 iulie 2021 |

## Alte teritorii nesuverane
| Teritoriu           | Suveranitate       | Funcția                                                | Numele                | Începând cu        |
| ------------------- | ------------------ | ------------------------------------------------------ | --------------------- | ------------------ |
| Feroe, Insulele     | Danemarca          | Ministru al afacerilor externe                         | Høgni Hoydal          | 22 decembrie 2022  |
| Găgăuzia            | Moldova, Republica | Șefi ai Departamentului Relațiilor Externe (succesivi) | Anastasia Ciolac      | 20 septembrie 2023 |
| Găgăuzia            | Moldova, Republica | Șefi ai Departamentului Relațiilor Externe (succesivi) | Vitaliy Vlah          | 30 aprilie 2015    |
| Groenlanda          | Danemarca          | Ministru al afacerilor externe                         | Vivian Motzfeldt      | 5 aprilie 2022     |
| Kurdistanul Irakian | Irak               | Șeful Departamentului de Relații Externe               | Safeen Muhsin Dizayee | iulie 2019         |

## Guverne în exil și / sau alterantive
| Entitate                                    | Suveranitate recunoscută internațional (Statut) | Funcția                                                                      | Numele                                                          | Începând cu       |
| ------------------------------------------- | --- | ---------------------------------------------------------------------------- | --------------------------------------------------------------- | ----------------- |
| Republica Islamică Afganistan               | Emiratul Islamic Afganistan (Guvernul în exil al Republicii Islamice Afganistan creat de Frontul Rezistenței Naționale al Afganistanului, alianță anti-Taliban) | Șeful organismului pentru relații externe al Frontului Rezistenței Naționale | Ali Maisam Nazary                                               | ?                 |
| Belarus                                     | Belarus · Administrația Popularǎ Anticrizǎ · (Organizație de tip guvern din umbrǎ)                                                                              | Responsabil pentru politica externǎ                                          | Vladzimir Astapenka                                             | septembrie 2022   |
| Belarus                                     | Belarus · Cabinetul Unit de Tranziție · (Guvern alternativ ȋn exil)                                                                                             | Membru al cabinetului pentru relații externe                                 | Valery Kavaleuski                                               | 9 august 2022     |
| Guvernul de Unitate Națională al Birmaniei  | Birmania (Guvern alternatv provizoriu constituit de Comitetului reprezentȃnd Pyidaungsu Hluttaw (Adunarea Uniunii) al Birmaniei și grupuri politice aliate)     | Ministru al afacerilor externe                                               | Zin Mar Aung , (corevendicatoare din 2 martie 2021)             | 16 aprilie 2021   |
| Guvernul Alternativ al Estoniei             | Estonia · (Guvern „în exil” care se consideră succesor al guvernului în exil din timpul ocupației sovietice)                                                    | Ministru al afacerilor externe                                               | Toomas Mathiesen                                                | 8 iulie 2019      |
| Guvernului Stabilității Naționale al Libiei | Libia · (Guvern alternativ aprobat de Camera Reprezentanților din Libia și susținut de Armata Națională Libiană)                                                | Miniștri ai afacerilor externe și cooperătii internaționale (succesivi)      | Abdul Hadi Al-Hawij , (corevendicator începând cu august 2023.) | august 2023       |
| Guvernului Stabilității Naționale al Libiei | Hafez Kaddour , (corevendicator 3 martie 2022 până în august 2023)                                                                                              | Miniștri ai afacerilor externe și cooperătii internaționale (succesivi)      | 3 martie 2022                                                   |                   |
| Administrația Centrală Tibetană             | China (Guvern în exil) | Kalon (ministru) al informațiilor și relațiilor internaționale               | Norzin Dolma                                                    | 10 noiembrie 2021 |
| Guvernul Salvǎrii Naționale al Yemenului    | Yemen · (Guvern alternativ instituit de Consiliului Politic Suprem instalat de rebelii zaidiști Ansar Allah sau Houthis și aliații lor)                         | Ministru al afacerilor externe                                               | Hisham Abdullah (corevendicator din 28 noiembrie 2016)          | 28 noiembrie 2016 |
| Consiliul de Tranziție al Sudului Yemenului | Yemen | Director al Direcției Generale pentru Afaceri Externe                        | Mohammed al-Ghaithi                                             | 11 mai 2017       |

## Diviziuni administrative autonome
Au fost prezentate doar diviziunile administrative care au în cadrul guvernului local portofoliul de ministru al afacerilor externe sau echivalent
| Diviziune                                          | Aparține de  | Funcția                                                                 | Numele                          | Începând cu        |
| -------------------------------------------------- | ------------ | ----------------------------------------------------------------------- | ------------------------------- | ------------------ |
| Regiunea Capitalei Bruxelles                       | Belgia       | Secretari de stat pentru afaceri europene și internaționale (succesivi) | Ans Persoons                    | 19 iulie 2023      |
| Regiunea Capitalei Bruxelles                       | Belgia       | Secretari de stat pentru afaceri europene și internaționale (succesivi) | Pascal Smet                     | 20 iulie 2019      |
| Cantabria                                          | Spania       | Consiliere pentru acțiune externă (succesive)                           | Isabel Urrutia                  | 10 iulie 2023      |
| Cantabria                                          | Spania       | Consiliere pentru acțiune externă (succesive)                           | Paula Fernández Viaña           | 29 iunie 2019      |
| Catalonia                                          | Spania       | Consilieră pentru acțiune externă și Uniunea Europeanâ                  | Meritxell Serret                | 10 octombrie 2022  |
| Comunitatea Francezǎ (Federația Valonia-Bruxelles) | Belgia       | Ministru prezident                                                      | Pierre-Yves Jeholet             | 13 septembrie 2019 |
| Flandra                                            | Belgia       | Ministru pentru politica externă                                        | Jan Jambon (ministru prezident) | 2 octombrie 2019   |
| Québec                                             | Canada       | Ministru al relațiilor internaționale și francofoniei                   | Martine Biron                   | 20 octombrie 2022  |
| Scoția                                             | Regatul Unit | Secretar al Cabinetului pentru afacerile externe                        | Angus Robertson                 | 21 mai 2021        |
| Valonia                                            | Belgia       | Ministru prezident                                                      | Elio Di Rupo                    | 13 septembrie 2019 |
| Țara Galilor                                       | Regatul Unit | Prim-ministru                                                           | Mark Drakeford                  | 8 octombrie 2020   |